# Queensland Premier Rugby
La Queensland Premier Rugby (QPR ou QLD Premier Rugby), également désignée en tant que StoreLocal Hospital Cup via un contrat de naming, est une compétition annuelle de rugby à XV australienne ouverte à neuf clubs de la région de Brisbane, au Queensland, et organisée par la fédération du Queensland, la Queensland Rugby Union.
À l’heure actuelle[Quand ?], huit des neuf clubs proviennent de la ville de Brisbane, la capitale de l’État.

## Histoire

### Championnat de Brisbane
À l’origine, seuls les clubs de Brisbane s’affrontaient dans le Queensland, malgré l’existence d’équipes dans d’autres localités. Les affrontements irréguliers se développèrent dans les années 1880, avant de donner lieu à un vrai championnat à mesure que de nouveaux clubs voyaient le jour et ce jusqu’à la Première Guerre mondiale. Past Grammar Rugby Club fut l’un des meilleurs clubs de ces années-là.
Le championnat ne reprit qu’en 1929, et fut souvent dominé par les Brothers Old Boys et l’université du Queensland. 

### Queensland Premier Rugby
En 1975, la fédération du Queensland (Queensland Rugby Union), désireuse de développer la pratique du rugby à XV dans d’autres zones, refond la compétition en l’ouvrant à de nouveaux clubs. Celle-ci est dénommée Queensland Premier Rugby. Actuellement[Quand ?], seul un club n'est pas situé à Brisbane (Bond University Rugby Club qui remplace les Gold Coast Breakers en 2014).
Avec l’augmentation des rencontres jouées par les Queensland Reds, équipe représentative de l’État, depuis la fin des années 80, et notamment dans le Super 14, le QPR sert de laboratoire pour les jeunes pousses qui peuvent s’aguerrir. Si chaque joueur est officiellement licencié dans un club, ceux qui sont sélectionnés pour les Reds ou pour l’équipe nationale n’y évoluent que rarement. 
Brothers, University, Canberra et Souths ont tour à tour dominé la compétition au fil des ans. Il n’y a pas de montées et de descentes. L’apparition ou la disparition des clubs de la compétition dépend des situations ou de la volonté de l’assemblée des douze clubs. 
Les Canberra Vikings, administrativement situés sur le territoire fédéral de l’ACT, y furent invités entre 2001 et 2003, avant d’en sortir après… trois titres ! Canberra fut en fait exclu par un vote des équipes de Sydney pour des raisons de rivalité pas toujours très claires, comme les trois heures de route qui les séparaient de Canberra.
En 2007, Sunnybank établit un record en écrasant en finale les Gold Coast Breakers 85-19 !

## Trophée
Le vainqueur est récompensé par la Hospital Cup. Cette coupe sanctionna la Hospital Challenge Cup entre les deux premiers du championnat des clubs de Brisbane entre 1899 et 1914. Son nom vient du fait qu’elle fut remise en 1898 sous forme de don anonyme à l’hôpital royal de Brisbane, puis donnée à la fédération du Queensland par le secrétaire général de cet hôpital, Arthur Payne, pour célébrer le vainqueur du championnat de Brisbane. L’argent récolté était reversé aux hôpitaux. Past Grammar Schools Club, devenu depuis GPS, en devint le premier détenteur en battant le Mildura Club le 16 juillet 1899. 
Avec la disparition du rugby à XV entre 1914 et 1929, le trophée se retrouva orphelin, mais on le ressortit en 1929 pour récompenser le vainqueur du championnat de première division de Brisbane (First Grade Premiership) lorsque les compétitions reprirent. Enfin, à partir de 1975, il fut remis au vainqueur du Queensland Premier Rugby.

## Équipes engagées 2014 (année de la première participation)
- Brothers Old Boys (1905)
- Eastern Districts (1950)
- Bond University Rugby Club (2014, succède aux Gold Coast Breakers)
- GPS (1931)
- North Brisbane (1991)
- Southern Districts (1948)
- Sunnybank Rugby (1989)
- University of Queensland (1912)
- West Brisbane (1955)

## Anciens clubs
- Redcliffe, B.G.S. Old Boys, Y.M.C.A., Valleys, Wynnum, Past Commercials/Technical College Old Boys West End, South Brisbane, Combined High School Old Boys, Starlights(Ipswich) Valley Playground Old Boys, Eagle Junction, New Farm, Bretts-Windsor Mayne, Windsor, R.A.A.F. Maristonians, Police, Northern Districts United Services, Amberley, Army Teachers, Gold Coast Eagles, Q.I.T./Colleges, Ipswich Rangers Redcliffe, Kenmore
- Canberra Vikings
- Les Sunshine Coast Stingrays quittent la compétition en 2013 pour intégrer le Queensland Country Championship.
- Les Gold Coast Breakers cèdent leur place à Bond University en 2013.

## Palmarès
Premiership Trophy
- 1929 Y.M.C.A.
- 1930 University
- 1931 University
- 1932 University
- 1933 Y.M.C.A
- 1934 University
- 1935 Eagle Junction
- 1936 Eagle Junction
- 1937 Eagle Junction
- 1938 Eagle Junction
- 1939 Y.M.C.A
- 1940-45 Non décerné
- 1946 Brothers
- 1947 University
- 1948 University
- 1949 Brothers
- 1950 Brothers
- 1951 Brothers
- 1952 University
- 1953 Brothers
- 1954 University
- 1955 University
- 1956 University
- 1957 University
- 1958 South Districts
- 1959 Brothers
- 1960 University
- 1961 G.P.S Old Boys R.F.C
- 1962 University
- 1963 Teachers
- 1964 University
- 1965 University
- 1966 Brothers
- 1967 University
- 1968 Brothers
- 1969 University
- 1970 University
- 1971 Brothers
- 1972 G.P.S
- 1973 Brothers
- 1974 Brothers

Queensland Premier Rugby
- 1975 Brothers 23 GPS 6
- 1976 Teachers-Norths 16 GPS 4
- 1977 Wests 15 Brothers 10
- 1978 Brothers 19 University 15
- 1979 University 16 Brothers 13 (NB: match rejoué après un premier nul 24-24)
- 1980 Brothers 19 Souths 0
- 1981 Brothers 36 Teachers-Norths 13
- 1982 Brothers 25 University 16
- 1983 Brothers 30 University 15
- 1984 Brothers 18 Easts 3
- 1985 Wests 10 University 7
- 1986 Souths 31 Brothers 13
- 1987 Brothers 20 Souths 19
- 1988 University 18 Souths 10
- 1989 University 34 Souths 9
- 1990 University 19 Brothers 10
- 1991 Souths 22 Wests 15
- 1992 Souths 44 University 10
- 1993 Souths 27 Sunnybank 8
- 1994 Souths 19 Sunnybank 8
- 1995 Souths 27 Easts 11
- 1996 GPS 12 Souths 6
- 1997 Easts 18 Souths 16
- 1998 Souths 34 Wests 18
- 1999 Easts 16 Wests 15
- 2000 Souths 34 Wests 30
- 2001 Canberra 32 Gold Coast 10
- 2002 Canberra 45 Easts 3
- 2003 Canberra 29 Gold Coast 16
- 2004 Gold Coast 24 University 18
- 2005 Sunnybank 31 Gold Coast 17
- 2006 Wests 23 Brothers 22
- 2007 Sunnybank 85 Gold Coast 19
- 2008 Easts Tigers 22 Brothers 21
- 2009 Brothers 26 Souths 19
- 2010 University 19 Sunshine Coast 11
- 2011 Sunnybank 35 Brothers 24
- 2012 University 46 Sunnybank 20
- 2013 Eastern Districts 27 GPS Old Boys 22
- 2014 University 20 Sunnybank 18
- 2015 Southern Districts 39 Eastern Districts 12
- 2016 Brothers 31 University of Queensland 28